# 日本のテレビアニメ作品一覧 (2000年代 前半)
- アニメ > テレビアニメ > 日本のテレビアニメ作品一覧 > 日本のテレビアニメ作品一覧 (2000年代 前半)
- アニメ > アニメ作品一覧 > 日本のテレビアニメ作品一覧 > 日本のテレビアニメ作品一覧 (2000年代 前半)

日本のテレビアニメ作品一覧 (2000年代 前半)（にほんのテレビアニメさくひんいちらん (2000ねんだい ぜんはん)）は、2000年から2004年にテレビで放送された日本のテレビアニメ作品一覧。

## 2000年（平成12年）

### 2000年 1月 - 3月
| 開始日 - 終了日         | 作品名                                   | 制作会社           | 主放送局・系列 | 話数   |
| ----------------------- | ---------------------------------------- | ------------------ | -------------- | ------ |
| 1月3日 - 2001年3月      | POPEE the ぱフォーマー                   | 瑞鷹               | KIDS STATION   | 全39話 |
| 1月5日 - 3月22日        | ブギーポップは笑わない Boogiepop Phantom | マッドハウス       | TXN            | 全12話 |
| 1月10日 - 3月27日       | 女神候補生                               | XEBEC              | NHK-BS2        | 全11話 |
| 1月10日 - 12月25日      | 六門天外モンコレナイト                   | スタジオディーン   | TX             | 全51話 |
| 1月26日 - 4月19日       | 風まかせ月影蘭                           | マッドハウス       | WOWOW          | 全13話 |
| 1月27日 - 4月13日       | OH!スーパーミルクチャン                  | ぴえろ             | WOWOW          | 全12話 |
| 2月5日 - 5月20日        | マイアミ☆ガンズ                          | グループ・タック   | MBS            | 全13話 |
| 2月5日 - 9月23日        | マシュランボー                           | 東映アニメーション | EX             | 全32話 |
| 2月6日 - 2001年1月28日  | おジャ魔女どれみ♯                        | 東映アニメーション | ABC・EXほか    | 全49話 |
| 2月6日 - 2001年9月30日  | ニャニがニャンだー ニャンダーかめん      | サンライズ         | NBN            | 全83話 |
| 3月28日 - 2002年2月26日 | だぁ!だぁ!だぁ!                          | J.C.STAFF          | NHK-BS2        | 全78話 |

1. ↑  未放送2話含む

### 2000年 4月 - 6月
| 開始日 - 終了日         | 作品名                                   | 制作会社                         | 主放送局・系列 | 話数    |
| ----------------------- | ---------------------------------------- | -------------------------------- | -------------- | ------- |
| 4月1日 - 10月1日        | GREGORY HORROR SHOW - THE SECOND GUEST - | ミルキーカートゥーン             | EX             | 全25話  |
| 4月1日 - 9月30日        | モンスターファーム 〜伝説への道〜        | トムス・エンタテインメント       | CBC            | 全25話  |
| 4月2日 - 2001年3月25日  | デジモンアドベンチャー02                 | 東映アニメーション               | CX             | 全50話  |
| 4月3日 - 9月18日        | ゲートキーパーズ                         | GONZO                            | WOWOW          | 全24話  |
| 4月3日 - 2001年2月1日   | へろへろくん                             | スタジオフラッグ、スタジオボギー | NHK教育        | 全104話 |
| 4月4日 - 9月19日        | 銀装騎攻オーディアン                     | プラム                           | WOWOW          | 全24話  |
| 4月4日 - 2001年3月27日  | 幻想魔伝 最遊記                          | スタジオぴえろ                   | TX             | 全50話  |
| 4月4日 - 12月26日       | ドキドキ♡伝説 魔法陣グルグル             | 日本アニメーション               | TX             | 全38話  |
| 4月4日 - 9月19日        | 陽だまりの樹                             | マッドハウス                     | NTV            | 全25話  |
| 4月5日 - 9月27日        | タイムボカン2000 怪盗きらめきマン        | タツノコプロ                     | TX             | 全26話  |
| 4月5日 - 12月27日       | トランスフォーマー カーロボット          | ぎゃろっぷ                       | TX             | 全39話  |
| 4月8日（特別番組）      | ギブリーズ                               | スタジオジブリ                   | NTV            | 全1話   |
| 4月8日 - 9月23日        | サクラ大戦                               | マッドハウス                     | TBS、MBS       | 全25話  |
| 4月11日 - 10月17日      | ファーブル先生は名探偵                   | イージー・フイルム               | NHK-BS2        | 全26話  |
| 4月11日 - 7月4日        | BOYS BE…                                 | ハルフィルムメーカー             | WOWOW          | 全13話  |
| 4月14日 - 10月20日      | コレクター・ユイ（第2期）                | 日本アニメーション               | NHK教育        | 全26話  |
| 4月14日 - 7月14日       | 星界の戦旗（第1期）                      | サンライズ                       | WOWOW          | 全13話  |
| 4月15日 - 11月18日      | アニメ浪曲紀行 清水次郎長伝              | トマソン                         | MBS            | 全30話  |
| 4月17日 - 2001年3月30日 | うちゅう人 田中太郎                      | スタジオ雲雀                     | TX             | 全24話  |
| 4月18日 - 2004年9月29日 | 遊☆戯☆王デュエルモンスターズ             | スタジオぎゃろっぷ               | TX             | 全224話 |
| 4月19日 - 9月27日       | ラブひな                                 | XEBEC                            | TX             | 全26話  |
| 4月20日 - 9月28日       | 妖しのセレス                             | スタジオぴえろ                   | WOWOW          | 全24話  |
| 4月26日 - 7月19日       | NieA_7                                   | トライアングルスタッフ           | WOWOW          | 全13話  |

### 2000年 7月 - 9月
| 開始日 - 終了日              | 作品名                            | 制作会社                   | 主放送局・系列 | 話数    |
| ---------------------------- | --------------------------------- | -------------------------- | -------------- | ------- |
| 7月7日 - 2004年3月26日       | とっとこハム太郎                  | トムス・エンタテインメント | TX             | 全193話 |
| 7月7日 - 2001年3月30日       | メダロット魂                      | トランス・アーツ           | TX             | 全39話  |
| 7月11日 - 9月26日            | ストレンジドーン                  | ハルフィルムメーカー       | WOWOW          | 全13話  |
| 7月21日 - 2001年2月9日       | BRIGADOON まりんとメラン          | サンライズ                 | WOWOW          | 全26話  |
| 7月26日 - 9月27日            | HAND MAID メイ                    | ティー・エヌ・ケー         | WOWOW          | 全11話  |
| 7月28日（特別番組）          | ルパン三世 1$マネーウォーズ       | トムス・エンタテインメント | NTV            | 全1話   |
| 8月22日・8月23日（特別番組） | Di Gi Charat サマースペシャル2000 | マッドハウス               | TBS            | 全4話   |

1. ↑  未放送1話含む

### 2000年 10月 - 12月
| 開始日 - 終了日          | 作品名                                             | 制作会社                        | 主放送局・系列 | 話数    |
| ------------------------ | -------------------------------------------------- | ------------------------------- | -------------- | ------- |
| 10月2日 - 2001年9月28日  | デジタル所さん                                     | ポリゴン・ピクチュアズ          | NTV            | 全245話 |
| 10月2日 - 2001年3月      | ハムスター倶楽部                                   | ベガエンタテイメント            | TX             | 全130話 |
| 10月2日 - 12月18日       | 闇の末裔                                           | J.C.STAFF                       | WOWOW          | 全13話  |
| 10月3日 - 12月19日       | ヴァンドレッド                                     | GONZO                           | WOWOW          | 全13話  |
| 10月3日 - 2002年3月26日  | はじめの一歩                                       | マッドハウス                    | NTV            | 全76話  |
| 10月4日 - 2001年6月27日  | GEAR戦士電童                                       | サンライズ                      | TX             | 全38話  |
| 10月4日 - 2001年1月10日  | グラビテーション                                   | スタジオディーン                | WOWOW          | 全13話  |
| 10月5日 - 2001年3月29日  | アルジェントソーマ                                 | サンライズ                      | TX             | 全26話  |
| 10月6日 - 2001年3月23日  | 勝負師伝説 哲也                                    | 東映アニメーション              | EX             | 全20話  |
| 10月6日 - 2001年3月23日  | Sci-Fi HARRY                                       | A.P.P.P.                        | EX、NBN        | 全20話  |
| 10月6日 - 2001年3月30日  | BARRY PARTY                                        | フォーサム                      | EX             | 全26話  |
| 10月7日 - 2001年3月31日  | GREGORY HORROR SHOW - THE LAST TRAIN -             | ミルキーカートゥーン            | EX             | 全26話  |
| 10月7日 - 2001年9月29日  | 真・女神転生デビチル                               | 東京ムービー                    | CBC            | 全50話  |
| 10月8日 - 2001年6月29日  | ベイビーフィリックス                               | RADIX                           | NHK教育        | 全65話  |
| 10月13日 - 2001年3月24日 | 無敵王トライゼノン                                 | イージー・フイルム              | TBS、MBS、CBC  | 全22話  |
| 10月16日 - 2004年9月13日 | 犬夜叉                                             | サンライズ                      | YTV            | 全167話 |
| 10月16日 - 2001年1月8日  | サイバーシックス                                   | トムス・エンタテインメント、NOA | KIDS STATION   | 全13話  |
| 10月16日 - 2001年1月8日  | 人造人間キカイダー THE ANIMATION                   | RADIX、スタジオOX               | KIDS STATION   | 全12話  |
| 10月22日 - 2001年3月25日 | 学校の怪談                                         | スタジオぴえろ                  | CX             | 全19話  |
| 10月24日 - 2001年5月1日  | 機巧奇傳ヒヲウ戦記                                 | ボンズ                          | NHK-BS2        | 全26話  |
| 11月6日 - 2001年5月29日  | ドッとKONIちゃん                                   | シャフト                        | ANIMAX         | 全26話  |
| 12月2日 - 2001年3月31日  | すてき!さくらママ                                  | エイケン                        | BSフジ         | 全18話  |
| 12月4日 - 2001年3月7日   | ピポパポパトルくん                                 | 東映アニメーション              | BSフジ         | 全65話  |
| 12月5日（特別番組）      | 手塚治虫が消えた!? 20世紀最後の怪事件              | 手塚プロダクション              | ABC            | 全1話   |
| 12月16日（特別番組）     | Di Gi Charat クリスマススペシャル                  | マッドハウス                    | TBS            | 全1話   |
| 12月25日（特別番組）     | ラブひな クリスマススペシャル 〜サイレント・イヴ〜 | XEBEC                           | TX             | 全1話   |

1. 1 2  未放送1話含む

## 2001年（平成13年）

### 2001年 1月 - 3月
| 開始日 - 終了日        | 作品名                                  | 制作会社                     | 主放送局・系列 | 話数   |
| ---------------------- | --------------------------------------- | ---------------------------- | -------------- | ------ |
| 1月6日 - 6月30日       | ゾイド新世紀/ゼロ                       | XEBEC                        | MBS            | 全26話 |
| 1月8日 - 6月25日       | グラップラー刃牙                        | グループ・タック             | TXN            | 全24話 |
| 1月8日 - 3月26日       | テイルズ オブ エターニア THE ANIMATION  | XEBEC                        | WOWOW          | 全13話 |
| 1月8日 - 12月24日      | 爆転シュート ベイブレード               | マッドハウス                 | TX             | 全51話 |
| 1月9日 - 3月27日       | 地球少女アルジュナ                      | サテライト                   | TXN            | 全13話 |
| 1月9日 - 3月29日       | 地球防衛家族                            | グループ・タック             | WOWOW          | 全14話 |
| 1月17日 - 3月31日      | 破壊魔定光                              | スタジオディーン             | WOWOW          | 全10話 |
| 1月20日 - 9月29日      | すしあざらし                            | M.S.C                        | EX             | 全30話 |
| 2月4日 - 2002年1月27日 | も〜っと! おジャ魔女どれみ              | 東映アニメーション           | ABC・EXほか    | 全50話 |
| 2月9日（特別番組）     | タッチ CROSS ROAD〜風のゆくえ〜         | グループ・タック             | NTV            | 全1話  |
| 2月10日 - 6月9日       | イナズマあざらし                        | パステル・インターナショナル | EX             | 全16話 |
| 2月18日 - 3月18日      | サラリーマン金太郎                      | ジェイ・シー・エフ           | BS-i           | 全20話 |
| 3月5日 - 2002年2月25日 | Dr.リンにきいてみて!                    | スタジオコメット             | TX             | 全51話 |
| 3月30日（特別番組）    | 21世紀まんがはじめて物語（実写+アニメ） | 東京キッズ                   | TBS            | 全1話  |

1. 1 2  未放送1話含む

### 2001年 4月 - 6月
| 開始日 - 終了日         | 作品名                                            | 制作会社                   | 主放送局・系列 | 話数   |
| ----------------------- | ------------------------------------------------- | -------------------------- | -------------- | ------ |
| 4月1日 - 9月30日        | 機動天使エンジェリックレイヤー                    | ボンズ                     | TX             | 全26話 |
| 4月1日 - 2002年1月27日  | Cosmic Baton Girl コメットさん☆                   | 日本アニメーション         | TVO            | 全43話 |
| 4月1日 - 2002年3月31日  | 超GALS! 寿蘭                                      | スタジオぴえろ             | TX             | 全52話 |
| 4月1日 - 2002年3月31日  | デジモンテイマーズ                                | 東映アニメーション         | CX             | 全51話 |
| 4月1日 - 6月24日        | RUN=DIM                                           | アイディアファクトリー     | TX             | 全13話 |
| 4月2日 - 6月25日        | こみっくパーティー                                | OLM                        | UHF            | 全13話 |
| 4月2日（特別番組）      | ラブひな 春スペシャル 〜キミ サクラチルナカレ!!〜 | XEBEC                      | TX             | 全1話  |
| 4月3日 - 9月25日        | ジャングルはいつもハレのちグゥ                    | シンエイ動画               | TX             | 全26話 |
| 4月3日 - 9月25日        | スターオーシャンEX                                | スタジオディーン           | TX             | 全26話 |
| 4月3日 - 9月18日        | 魔法戦士リウイ                                    | J.C.STAFF                  | WOWOW          | 全24話 |
| 4月4日 - 7月4日         | The Soul Taker 〜魂狩〜                           | タツノコプロ               | WOWOW          | 全13話 |
| 4月4日 - 9月26日        | シスター♥プリンセス                               | ZEXCS                      | TXN            | 全26話 |
| 4月4日 - 6月27日        | 新白雪姫伝説プリーティア                          | ハルフィルムメーカー       | WOWOW          | 全13話 |
| 4月5日 - 6月24日        | ジーンシャフト                                    | サテライト、スタジオガゼル | WOWOW          | 全13話 |
| 4月5日 - 9月27日        | ノワール                                          | ビィートレイン             | TX             | 全26話 |
| 4月5日 - 7月5日         | 破邪巨星Gダンガイオー                             | AIC                        | EX             | 全13話 |
| 4月6日 - 9月28日        | Z.O.E Dolores, i                                  | サンライズ                 | TXN            | 全26話 |
| 4月6日（特別番組）      | Di Gi Charat お花見すぺしゃる                     | マッドハウス               | TBS            | 全4話  |
| 4月6日 - 2002年3月29日  | 電脳冒険記ウェブダイバー                          | RADIX                      | TX             | 全52話 |
| 4月7日 - 9月29日        | ギャラクシーエンジェル（第1期）                   | マッドハウス               | ANIMAX         | 全26話 |
| 4月7日 - 2002年3月30日  | 仰天人間バトシーラー                              | グループ・タック           | TVA            | 全52話 |
| 4月7日 - 6月30日        | GREGORY HORROR SHOW - THE BLOODY KARTE -          | ミルキーカートゥーン       | EX             | 全12話 |
| 4月7日 - 9月29日        | 逮捕しちゃうぞ SECOND SEASON                      | スタジオディーン           | TBS            | 全26話 |
| 4月7日 - 9月29日        | PROJECT ARMS                                      | 東京ムービー               | TX             | 全26話 |
| 4月10日 - 2002年1月16日 | 探偵少年カゲマン                                  | スタジオ雲雀               | NHK教育        | 全39話 |
| 4月11日 - 9月19日       | パチスロ貴族 銀                                   | A-Line                     | CX             | 全23話 |
| 4月12日 - 6月28日       | 鋼鉄天使くるみ2式                                 | OLM                        | UHF            | 全12話 |
| 4月12日 - 6月28日       | 花右京メイド隊                                    | 童夢                       | UHF            | 全12話 |
| 4月14日 - 2002年3月30日 | ゴーゴー五つ子ら・ん・ど                          | マジックバス               | TBS            | 全96話 |
| 4月14日 - 2002年1月11日 | パラッパラッパー                                  | J.C.STAFF                  | CX             | 全30話 |
| 4月23日 - 2002年1月11日 | KEROKERO NEWS SHOW                                | NHK                        | TBS            | 全5話  |
| 5月8日 - 12月4日        | 学園戦記ムリョウ                                  | マッドハウス               | NHK-BS2        | 全26話 |
| 5月10日 - 2002年1月31日 | オフサイド                                        | 葦プロダクション           | ANIMAX         | 全39話 |
| 5月10日 - 11月29日      | だいすき! ぶぶチャチャ                            | 童夢                       | NHK-BS2        | 全26話 |
| 5月20日 - 8月26日       | チャンス〜トライアングルセッション〜              | マッドハウス               | TXN            | 全13話 |
| 5月27日 - 2002年5月26日 | フィギュア17 つばさ&ヒカル                        | OLM                        | AT-X           | 全13話 |
| 6月4日 - 10月26日       | ミニモニ。やるのだぴょん                          | 小学館集英社プロダクション | TX             | 全70話 |

1. ↑  未放送2話含む
2. ↑  全50回放送

### 2001年 7月 - 9月
| 開始日 - 終了日            | 作品名                                  | 制作会社                         | 主放送局・系列 | 話数   |
| -------------------------- | --------------------------------------- | -------------------------------- | -------------- | ------ |
| 7月1日 - 9月23日           | まみむめ★もがちょ（3DCG+クレイ）        | セガ                             | TX             | 全13話 |
| 7月4日 - 9月26日           | あぃまぃみぃ! ストロベリー・エッグ      | ティー・エヌ・ケー               | WOWOW          | 全13話 |
| 7月4日 - 2002年9月25日     | シャーマンキング                        | XEBEC                            | TX             | 全64話 |
| 7月4日 - 12月26日          | スクライド                              | サンライズ                       | TX             | 全26話 |
| 7月5日 - 12月27日          | フルーツバスケット（第1作）             | スタジオディーン                 | TX             | 全26話 |
| 7月5日 - 9月27日           | 魔法少女猫たると                        | ティー・エヌ・ケー、マッドハウス | WOWOW          | 全12話 |
| 7月6日 - 9月28日           | コスモウォーリアー零                    | ベガエンタテイメント             | TX             | 全13話 |
| 7月7日 - 2002年9月28日     | ののちゃん                              | 東映アニメーション               | EX             | 全61話 |
| 7月11日 - 9月26日          | 星界の戦旗II                            | サンライズ                       | WOWOW          | 全10話 |
| 7月23日 - 12月24日         | グラップラー刃牙 -最大トーナメント編-   | グループ・タック                 | TXN            | 全24話 |
| 7月30日 - 8月30日          | 筋肉番付 金剛くんの大冒険!              | スタジオぴえろ                   | TBS            | 全3話  |
| 7月30日 - 10月22日         | SAMURAI GIRL リアルバウトハイスクール   | GONZO、ディジメーション          | KIDS STATION   | 全13話 |
| 8月2日・8月3日（特別番組） | Di Gi Charat なつやすみスペシャル       | マッドハウス                     | TBS            | 全4話  |
| 8月3日（特別番組）         | ルパン三世 アルカトラズコネクション     | トムス・エンタテインメント       | NTV            | 全1話  |
| 8月13日 - 2002年2月11日    | 砂漠の海賊!キャプテンクッパ             | ビィートレイン                   | NHK-BS2        | 全26話 |
| 8月24日（特別番組）        | 学校の怪談「首なしライダー!! 死の呪い」 | ぴえろ                           | CX             | 全1話  |

### 2001年 10月 - 12月
| 開始日 - 終了日                                  | 作品名                                         | 制作会社                                         | 主放送局・系列 | 話数    |
| ------------------------------------------------ | ---------------------------------------------- | ------------------------------------------------ | -------------- | ------- |
| 10月1日 - 12月28日                               | くるくるアミー                                 | トランス・アーツ                                 | TX             | 全65話  |
| 10月1日 - 2002年3月25日                          | 旋風の用心棒                                   | スタジオぴえろ                                   | NTV            | 全25話  |
| 10月2日 - 2002年9月24日                          | しあわせソウのオコジョさん                     | RADIX                                            | TX             | 全51話  |
| 10月2日 - 2002年3月26日                          | ちっちゃな雪使いシュガー                       | J.C.STAFF                                        | TBS            | 全24話  |
| 10月2日 - 2002年3月26日                          | FF:U 〜ファイナルファンタジー:アンリミテッド〜 | GONZO                                            | TX             | 全25話  |
| 10月3日 - 2002年3月25日                          | X -エックス-                                   | マッドハウス                                     | WOWOW          | 全25話  |
| 10月4日 - 12月20日                               | おとぎストーリー 天使のしっぽ                  | 東京キッズ                                       | WOWOW          | 全14話  |
| 10月4日 - 12月27日                               | ナジカ電撃作戦                                 | スタジオ・ファンタジア、アンバーフィルムワークス | UHF            | 全12話  |
| 10月5日 - 2002年1月18日                          | ヴァンドレッド the second stage                | GONZO                                            | WOWOW          | 全13話  |
| 10月5日 - 12月28日                               | バビル2世（第2作）                             | ベガエンタテイメント                             | TXN            | 全13話  |
| 10月5日 - 12月28日                               | まほろまてぃっく                               | GAINAX、シャフト                                 | BS-i           | 全12話  |
| 10月6日 - 2002年3月30日                          | ガイスターズ FRACTIONS OF THE EARTH            | プラム                                           | TVO            | 全26話  |
| 10月6日 - 12月22日 2002年12月24日 - 2005年1月1日 | ストレイシープ ポーのちっちゃな大冒険          | フジテレビ                                       | CX             | 全18話  |
| 10月6日 - 2002年3月30日                          | PROJECT ARMS The 2nd Chapter                   | 東京ムービー                                     | TX             | 全26話  |
| 10月6日 - 2003年9月27日                          | 星のカービィ                                   | スタジオ・ザイン                                 | CBC            | 全100話 |
| 10月7日 - 2002年10月6日                          | キャプテン翼（2001年版）                       | グループ・タック                                 | TX             | 全52話  |
| 10月7日 - 2003年1月26日                          | 激闘!クラッシュギアTURBO                       | サンライズ                                       | NBN            | 全68話  |
| 10月10日 - 2005年3月30日                         | テニスの王子様                                 | トランス・アーツ                                 | TX             | 全178話 |
| 10月10日 - 2003年3月26日                         | ヒカルの碁                                     | スタジオぴえろ                                   | TX             | 全75話  |
| 10月10日 - 2002年1月16日                         | HELLSING                                       | GONZO、ディジメーション                          | CX             | 全13話  |
| 10月11日 - 12月27日                              | ココロ図書館                                   | スタジオディーン                                 | TX、AT-X       | 全13話  |
| 10月11日 - 2002年4月18日                         | 神鵰侠侶 コンドルヒーロー                      | 日本アニメーション、JADE ANIMATION               | BSフジ         | 全26話  |
| 10月11日 - 2002年3月21日                         | ピロッポ                                       | STUDIO 4℃                                        | CX             | 全23話  |
| 10月13日 - 2002年4月6日                          | カスミン（第1期）                              | OLM                                              | NHK教育        | 全26話  |
| 10月13日 - 2002年9月28日                         | GROOVE ADVENTURE RAVE                          | スタジオディーン                                 | TBS            | 全51話  |
| 10月13日 - 2002年3月30日                         | バンパイヤン・キッズ                           | Production I.G                                   | CX             | 全26話  |
| 10月14日 - 2002年10月13日                        | サイボーグ009 THE CYBORG SOLDIER               | ジャパンヴィステック                             | TX             | 全51話  |
| 10月16日 - 2002年1月29日                         | i-wish you were here-あなたがここにいてほしい  | GONZO                                            | KIDS STATION   | 全4話   |
| 11月5日 - 11月16日                               | こげぱん                                       | スタジオぴえろ                                   | ANIMAX         | 全10話  |
| 12月11日 - 2002年6月25日                         | 格闘料理伝説ビストロレシピ                     | グループ・タック                                 | NHK-BS2        | 全26話  |
| 12月11日 - 2002年3月26日                         | よばれてとびでて!アクビちゃん（第1期）         | タツノコプロ                                     | KIDS STATION   | 全13話  |
| 12月30日（特別番組）                             | ポケットモンスタークリスタル ライコウ雷の伝説  | OLM                                              | TX             | 全1話   |

1. 1 2  未放送1話含む
2. ↑  未放送2話含む
3. ↑  第13話は2002年2月17日にAT-Xのみで放送
4. ↑  未放送3話含む
5. ↑  全8回放送

## 2002年（平成14年）

### 2002年 1月 - 3月
| 開始日 - 終了日        | 作品名                                 | 制作会社                         | 主放送局・系列 | 話数   |
| ---------------------- | -------------------------------------- | -------------------------------- | -------------- | ------ |
| 1月5日 - 9月28日       | きっかけはラフくん                     | ぎゃろっぷ                       | CX             | 全34話 |
| 1月5日 - 9月30日       | ぱにょぱにょデ・ジ・キャラット         | マッドハウス                     | ANIMAX         | 全48話 |
| 1月5日 - 6月29日       | パタパタ飛行船の冒険                   | テレコム・アニメーションフィルム | WOWOW          | 全26話 |
| 1月7日 - 12月30日      | 爆転シュート ベイブレード 2002         | 日本アニメディア                 | TX             | 全51話 |
| 1月7日 - 4月8日        | 炎の蜃気楼                             | マッドハウス                     | KIDS STATION   | 全13話 |
| 1月9日 - 12月25日      | キン肉マンII世                         | 東映アニメーション               | TX             | 全51話 |
| 1月10日 - 3月28日      | アクエリアンエイジ Sign for Evolution  | マッドハウス                     | TXN            | 全13話 |
| 1月10日 - 3月28日      | おねがい☆ティーチャー                  | 童夢                             | WOWOW          | 全13話 |
| 1月10日 - 6月27日      | 七人のナナ                             | A・C・G・T                       | TX             | 全26話 |
| 1月15日 - 6月18日      | フルメタル・パニック!                  | GONZO、ディジメーション          | WOWOW          | 全24話 |
| 1月21日 - 9月10日      | ラーゼフォン                           | ボンズ                           | CX             | 全26話 |
| 1月30日 - 3月27日      | Kanon（第1作）                         | 東映アニメーション               | CX             | 全14話 |
| 2月2日 - 5月11日       | 幻魔大戦 -神話前夜の章-                | イージー・フイルム               | AT-X           | 全13話 |
| 2月3日 - 2003年1月26日 | おジャ魔女どれみドッカ〜ン!            | 東映アニメーション               | ABC・EXほか    | 全51話 |
| 2月3日 - 3月31日       | ギャラクシーエンジェル（第2期）        | マッドハウス                     | TVO            | 全18話 |
| 3月4日 - 2003年3月31日 | ロックマンエグゼ                       | XEBEC                            | TX             | 全56話 |
| 3月25日（特別番組）    | YOU'RE UNDER ARREST 〜逮捕しちゃうぞ〜 | スタジオディーン                 | TBS            | 全1話  |
| 3月28日 - 6月24日      | ガンフロンティア                       | ベガエンタテイメント             | AT-X           | 全13話 |

1. 1 2 3  未放送1話含む
2. ↑  全9回放送

### 2002年 4月 - 6月
| 開始日 - 終了日         | 作品名                            | 制作会社                                            | 主放送局・系列 | 話数    |
| ----------------------- | --------------------------------- | --------------------------------------------------- | -------------- | ------- |
| 4月1日 - 6月24日        | HAPPY★LESSON THE TV               | スタジオ雲雀                                        | UHF            | 全14話  |
| 4月2日 - 9月24日        | ちょびっツ                        | マッドハウス                                        | TBS            | 全27話  |
| 4月2日 - 9月24日        | 天地無用! GXP                     | AIC                                                 | NTV            | 全26話  |
| 4月2日 - 9月24日        | 東京アンダーグラウンド            | ぴえろ                                              | TX             | 全26話  |
| 4月2日 - 6月25日        | りぜるまいん（第1期）             | マッドハウス、IMAGIN                                | UHF            | 全12話  |
| 4月3日 - 9月25日        | .hack//SIGN                       | ビィートレイン                                      | TXN            | 全27話  |
| 4月4日 - 6月27日        | アベノ橋魔法☆商店街               | GAINAX、マッドハウス                                | KIDS STATION   | 全13話  |
| 4月5日 - 12月27日       | 爆闘宣言ダイガンダー              | ブレインズ・ベース                                  | TX             | 全39話  |
| 4月6日 - 2003年3月29日  | 天使な小生意気                    | トムス・エンタテインメント                          | TX             | 全50話  |
| 4月6日 - 2003年3月29日  | 東京ミュウミュウ                  | ぴえろ                                              | TVA            | 全52話  |
| 4月6日 - 9月28日        | フォルツァ!ひでまる               | ぎゃろっぷ                                          | TX             | 全26話  |
| 4月6日 - 2003年3月29日  | 満月をさがして                    | スタジオディーン                                    | TX             | 全52話  |
| 4月6日 - 2003年9月27日  | わがまま☆フェアリー ミルモでポン! | スタジオ雲雀                                        | TX             | 全78話  |
| 4月7日 - 2003年3月30日  | デジモンフロンティア              | 東映アニメーション                                  | CX             | 全50話  |
| 4月7日 - 2003年3月30日  | 電光超特急ヒカリアン              | 東京キッズ                                          | TX             | 全77話  |
| 4月7日 - 9月29日        | ぴたテン                          | マッドハウス                                        | TVO            | 全26話  |
| 4月8日 - 9月30日        | あずまんが大王 THE ANIMATION      | J.C.STAFF                                           | TXN            | 全26話  |
| 4月8日 - 12月4日        | ベイベーばあちゃん                | オメガ・プロジェクト株式会社                        | NHK教育        | 全53話  |
| 4月8日 - 2007年9月29日  | レッチュ ゲッチュ サルゲッチュ    | 小学館ミュージック&デジタル エンタテイメント、XEBEC | TX             | 全76話  |
| 4月9日 - 2003年3月11日  | 十二国記（第1期）                 | ぴえろ                                              | NHK-BS2        | 全39話  |
| 4月10日 - 9月25日       | 藍より青し                        | J.C.STAFF                                           | CX             | 全24話  |
| 4月19日 - 2009年9月19日 | あたしンち                        | シンエイ動画                                        | EX             | 全330話 |
| 4月27日 - 8月31日       | ワイルド7 another 謀略運河        | イージー・フイルム                                  | AT-X           | 全13話  |
| 5月6日 - 2003年2月3日   | ホイッスル!                       | スタジオコメット                                    | ANIMAX         | 全39話  |
| 5月15日 - 8月14日       | 王ドロボウJING                    | スタジオディーン                                    | NHK-BS2        | 全13話  |

1. 1 2  未放送1話含む
2. ↑  全52回放送

### 2002年 7月 - 9月
| 開始日 - 終了日         | 作品名                                    | 制作会社                     | 主放送局・系列    | 話数   |
| ----------------------- | ----------------------------------------- | ---------------------------- | ----------------- | ------ |
| 7月1日 - 12月23日       | SAMURAI DEEPER KYO                        | スタジオディーン             | TXN               | 全26話 |
| 7月2日 - 12月24日       | Witch Hunter ROBIN                        | サンライズ                   | TXN               | 全26話 |
| 7月2日 - 10月1日        | G-onらいだーす♥                           | ティー・エヌ・ケー、シャフト | WOWOW             | 全14話 |
| 7月3日 - 12月25日       | 朝霧の巫女                                | カオスプロジェクト、ガンジス | TXN               | 全26話 |
| 7月3日 - 10月2日        | 最終兵器彼女                              | GONZO DIGIMATION             | CBC               | 全13話 |
| 7月3日 - 12月25日       | 陸上防衛隊まおちゃん                      | XEBEC                        | TXN               | 全26話 |
| 7月4日 - 2003年3月27日  | ドラゴンドライブ                          | マッドハウス                 | TX                | 全38話 |
| 7月4日 - 2003年3月29日  | ふぉうちゅんドッグす                      | ベガエンタテイメント         | TX                | 全39話 |
| 7月4日 - 9月19日        | 円盤皇女ワるきゅーレ                      | ティー・エヌ・ケー           | KIDS STATION、UHF | 全12話 |
| 7月26日（特別番組）     | ルパン三世 EPISODE:0 ファーストコンタクト | トムス・エンタテインメント   | NTV               | 全1話  |
| 8月15日（特別番組）     | ウミガメと少年                            | シンエイ動画                 | EX                | 全1話  |
| 8月16日 - 2003年5月23日 | プリンセスチュチュ                        | ハルフィルムメーカー         | KIDS STATION、UHF | 全26話 |
| 8月31日 - 11月23日      | 魔王ダンテ                                | マジックバス                 | AT-X              | 全13話 |
| 9月7日 - 2003年3月22日  | OVERMANキングゲイナー                     | サンライズ                   | WOWOW             | 全26話 |
| 9月11日 - 2003年9月10日 | ハングリーハート WILD STRIKER             | 日本アニメーション           | ANIMAX、CX        | 全52話 |
| 9月26日 - 2003年1月16日 | まほろまてぃっく 〜もっと美しいもの〜     | GAINAX、シャフト             | BS-i              | 全14話 |
| 9月30日 - 2003年3月24日 | ぷちぷり*ユーシィ                         | GAINAX、AIC                  | NHK-BS2           | 全26話 |

1. ↑  未放送1話含む

### 2002年 10月 - 12月
| 開始日 - 終了日          | 作品名                                        | 制作会社                       | 主放送局・系列    | 話数    |
| ------------------------ | --------------------------------------------- | ------------------------------ | ----------------- | ------- |
| 10月1日 - 2003年9月30日  | アソボット戦記五九                            | エッグ                         | TX                | 全52話  |
| 10月1日 - 2003年11月1日  | 攻殻機動隊 STAND ALONE COMPLEX                | Production I.G                 | CS                | 全26話  |
| 10月1日 - 2003年3月25日  | スパイラル -推理の絆-                         | J.C.STAFF                      | TX                | 全25話  |
| 10月1日 - 2003年3月25日  | 花田少年史                                    | マッドハウス                   | NTV               | 全25話  |
| 10月1日 - 2003年3月25日  | ヒートガイジェイ                              | サテライト                     | TBS               | 全26話  |
| 10月1日 - 11月11日       | よばれてとびでて!アクビちゃん（第2期）        | タツノコプロ                   | KIDS STATION      | 全13話  |
| 10月2日 - 12月25日       | シスター・プリンセス RePure                   | ZEXCS                          | TXN               | 全13話  |
| 10月2日 - 2003年9月24日  | ボンバーマンジェッターズ                      | スタジオディーン               | TX                | 全52話  |
| 10月3日 - 2007年2月8日   | NARUTO -ナルト-                               | ぴえろ                         | TX                | 全220話 |
| 10月4日 - 2003年3月28日  | プラトニックチェーン                          | ACiD                           | TX                | 全24話  |
| 10月5日 - 2003年4月12日  | 宇宙大作戦チョコベーダー                      | ビルドアップ                   | CX                | 全27話  |
| 10月5日 - 2003年4月5日   | カスミン（第2期）                             | OLM                            | NHK教育           | 全26話  |
| 10月5日 - 2003年9月27日  | 機動戦士ガンダムSEED                          | サンライズ                     | MBS               | 全50話  |
| 10月5日 - 2003年9月20日  | GetBackers-奪還屋-                            | スタジオディーン               | TBS               | 全49話  |
| 10月5日 - 2003年9月27日  | 真・女神転生Dチルドレン ライト&ダーク         | アクタス、スタジオコメット     | TX                | 全52話  |
| 10月6日 - 2003年3月30日  | ギャラクシーエンジェル（第3期）               | マッドハウス                   | TVO               | 全51話  |
| 10月6日 - 2003年3月30日  | ペコラ                                        | ミルキーカートゥーン、ネルバナ | TXN               | 全26話  |
| 10月7日 - 12月16日       | 超重神グラヴィオン                            | GONZO DIGIMATION               | CX                | 全13話  |
| 10月8日 - 2003年3月18日  | キディ・グレイド                              | GONZO DIGIMATION               | CX                | 全24話  |
| 10月8日 - 12月24日       | りぜるまいん（第2期）                         | マッドハウス、IMAGIN           | UHF               | 全12話  |
| 10月9日 - 12月19日       | 灰羽連盟                                      | RADIX                          | CX                | 全13話  |
| 10月21日 - 2003年4月4日  | デュエル・マスターズ                          | スタジオ雲雀、A・C・G・T       | TX                | 全26話  |
| 10月23日 - 10月26日      | 巨人の星【特別篇】 猛虎 花形満                | 東京ムービー                   | WOWOW             | 全13話  |
| 10月31日 - 2003年2月6日  | 神世紀伝マーズ                                | プラム、スタジオガッツ         | AT-X              | 全13話  |
| 11月2日 - 2003年9月13日  | 釣りバカ日誌                                  | 東映アニメーション             | EX                | 全36話  |
| 11月4日 - 2006年10月13日 | げんき げんき ノンタン                        | ポリゴン・ピクチュアズ         | KIDS STATION      | 全35話  |
| 11月11日 - 2003年1月13日 | PIANO                                         | OLM                            | KIDS STATION      | 全10話  |
| 11月15日 - 2003年5月30日 | 奇鋼仙女ロウラン                              | ZEXCS                          | KIDS STATION、UHF | 全28話  |
| 11月21日 - 2006年9月14日 | ポケットモンスター アドバンスジェネレーション | OLM                            | TX                | 全192話 |
| 11月28日 - 2003年2月20日 | ヴァイスクロイツ グリーエン                   | ufotable                       | KIDS STATION      | 全13話  |
| 11月28日 - 2003年3月30日 | 冒険者                                        | 日本アニメーション             | NHK-BS2           | 全26話  |
| 12月3日 - 2004年9月28日  | ポケットモンスター サイドストーリー           | OLM                            | TX                | 全18話  |
| 12月7日 - 2003年3月22日  | バロムワン                                    | イージー・フイルム             | AT-X              | 全13話  |

1. ↑  未放送1話含む
2. ↑  全26回放送

## 2003年（平成15年）

### 2003年 1月 - 3月
| 開始日 - 終了日        | 作品名                                            | 制作会社                     | 主放送局・系列 | 話数   |
| ---------------------- | ------------------------------------------------- | ---------------------------- | -------------- | ------ |
| 1月2日 - 3月27日       | THE ビッグオー（第2期）                           | サンライズ                   | UHF            | 全13話 |
| 1月3日 - 3月28日       | らいむいろ戦奇譚                                  | スタジオ雲雀                 | UHF            | 全13話 |
| 1月4日 - 3月29日       | STRATOS 4                                         | スタジオ・ファンタジア       | UHF            | 全13話 |
| 1月5日 - 3月23日       | MOUSE                                             | スタジオディーン             | UHF            | 全12話 |
| 1月6日 - 7月29日       | WOLF'S RAIN                                       | ボンズ                       | CX             | 全30話 |
| 1月6日 - 6月16日       | ガラクタ通りのステイン                            | ファニメーション             | KIDS STATION   | 全14話 |
| 1月6日 - 12月29日      | 爆転シュート ベイブレード Gレボリューション       | 日本アニメディア             | TX             | 全52話 |
| 1月8日 - 3月26日       | L/R -Licensed by Royal-                           | ティー・エヌ・ケー           | CX             | 全13話 |
| 1月8日 - 2004年1月3日  | 出撃!マシンロボレスキュー                         | サンライズ                   | TX             | 全53話 |
| 1月8日 - 3月26日       | .hack//黄昏の腕輪伝説                             | ビィートレイン               | TXN            | 全12話 |
| 1月8日 - 3月26日       | ななか6/17                                        | J.C.STAFF                    | TX             | 全13話 |
| 1月9日 - 3月27日       | 魔法遣いに大切なこと                              | Viewworks、J.C.STAFF         | EX             | 全12話 |
| 1月10日 - 12月26日     | 超ロボット生命体トランスフォーマー マイクロン伝説 | アクタス                     | TX             | 全52話 |
| 2月2日 - 2004年1月25日 | 明日のナージャ                                    | 東映アニメーション           | ABC・EXほか    | 全50話 |
| 2月2日 - 2004年1月25日 | クラッシュギアNitro                               | サンライズ                   | NBN            | 全50話 |
| 2月5日 - 4月23日       | ガンパレード・マーチ 〜新たなる行軍歌〜           | J.C.STAFF                    | UHF            | 全12話 |
| 2月17日 - 8月12日      | デジガールPOP!                                    | クリエーターズ・ドット・コム | KIDS STATION   | 全26話 |
| 2月23日 - 5月18日      | 魔獣戦線 THE APOCALYPSE                           | マジックバス                 | AT-X           | 全13話 |
| 3月6日 - 4月17日       | 天使のしっぽ Chu!                                 | 東京キッズ                   | KIDS STATION   | 全11話 |

1. ↑  未放送4話含む
2. ↑  未放送1話含む。第14話は2004年3月1日に放送。
3. 1 2  未放送1話含む
4. ↑  全6回放送

### 2003年 4月 - 6月
| 開始日 - 終了日                                | 作品名                              | 制作会社                                   | 主放送局・系列  | 話数    |
| ---------------------------------------------- | ----------------------------------- | ------------------------------------------ | --------------- | ------- |
| 4月1日 - 9月30日                               | エアマスター                        | 東映アニメーション                         | NTV             | 全27話  |
| 4月1日 - 9月23日                               | E'S OTHERWISE                       | ぴえろ                                     | TX              | 全26話  |
| 4月2日 - 9月24日                               | 宇宙のステルヴィア                  | XEBEC                                      | TXN             | 全26話  |
| 4月3日 - 9月24日                               | カレイドスター                      | GONZO DIGIMATION                           | TX              | 全26話  |
| 4月3日 - 9月25日                               | D・N・ANGEL                         | XEBEC                                      | TX              | 全26話  |
| 4月3日 - 2004年3月25日                         | 冒険遊記プラスターワールド          | アクタス、ブレインズ・ベース               | TX              | 全52話  |
| 4月5日 - 6月21日                               | 成恵の世界                          | スタジオ・ライブ                           | MBS             | 全12話  |
| 4月5日 - 6月28日                               | 人間交差点 -HUMAN SCRAMBLE-         | A・C・G・T                                 | TX              | 全13話  |
| 4月5日 - 2004年3月27日                         | マーメイドメロディー ぴちぴちピッチ | アクタス、シナジージャパン                 | TVA             | 全52話  |
| 4月5日 - 9月26日                               | 魔探偵ロキ RAGNAROK                 | スタジオディーン                           | TX              | 全26話  |
| 4月5日 - 2004年3月27日                         | 無限戦記ポトリス                    | サンライズ、同友アニメーション             | TX              | 全52話  |
| 4月5日 - 7月12日                               | 妄想科学シリーズ ワンダバスタイル   | ティー・エヌ・ケー                         | UHF             | 全12話  |
| 4月6日 - 2004年3月28日                         | アストロボーイ・鉄腕アトム          | 手塚プロダクション                         | CX              | 全50話  |
| 4月6日 - 2006年3月26日                         | 金色のガッシュベル!!                | 東映アニメーション                         | CX              | 全150話 |
| 4月6日 - 2004年3月28日 2020年3月25日 - 4月30日 | ソニックX                           | 東京ムービー                               | TX→KIDS STATION | 全78話  |
| 4月6日 - 2004年3月28日                         | デ・ジ・キャラットにょ              | マッドハウス                               | TVO             | 全104話 |
| 4月6日 - 9月28日                               | FIRESTORM                           | トランス・アーツ                           | TX              | 全26話  |
| 4月7日 - 2005年3月27日                         | コロッケ!                           | OLM                                        | TX              | 全104話 |
| 4月7日 - 9月29日                               | DEAR BOYS                           | A・C・G・T                                 | TX              | 全26話  |
| 4月7日 - 9月29日                               | LAST EXILE                          | GONZO DIGIMATION                           | TXN             | 全26話  |
| 4月8日 - 7月8日                                | キノの旅 -the Beautiful World-      | A・C・G・T                                 | WOWOW           | 全13話  |
| 4月8日 - 10月7日                               | スクラップド・プリンセス            | ボンズ                                     | WOWOW           | 全24話  |
| 4月9日 - 10月1日                               | カスミン（第3期）                   | OLM                                        | NHK教育         | 全26話  |
| 4月11日 - 2004年2月6日                         | ワンダーベビルくん                  | RADIX                                      | NHK教育         | 全30話  |
| 4月14日 - 7月14日                              | 獣兵衛忍風帖 龍宝玉篇               | マッドハウス                               | WOWOW           | 全13話  |
| 4月15日 - 2004年3月20日                        | 探偵学園Q                           | ぴえろ                                     | TBS             | 全45話  |
| 4月16日 - 9月24日                              | GAD GUARD                           | GONZO DIGIMATION、アンバーフィルムワークス | CX              | 全26話  |
| 4月16日 - 9月24日                              | TEXHNOLYZE                          | マッドハウス                               | CX              | 全22話  |
| 4月18日（特別番組）                            | はじめの一歩 Champion Road          | マッドハウス                               | NTV             | 全1話   |
| 5月8日 - 7月31日                               | SUBMARINE SUPER 99                  | ベガエンタテイメント                       | AT-X            | 全13話  |
| 5月8日 - 6月13日                               | セイント・ビースト〜聖獣降臨編〜    | 東京キッズ                                 | KIDS STATION    | 全6話   |
| 5月20日 - 11月11日                             | ウルトラマニアック                  | 葦プロダクション                           | ANIMAX          | 全26話  |
| 6月1日（特別番組）                             | スーパークマさん                    | 東映アニメーション                         | ANIMAX          | 全1話   |
| 6月16日 - 7月25日                              | ケロケロキングDXプラス              | NHK                                        | TX              | 全30話  |
| 6月21日 - 9月13日                              | シンデレラボーイ                    | マジックバス                               | AT-X            | 全13話  |

1. ↑  TX（全52話放送）、KIDS STATION（52話+未放送26話分：全78話放送）
2. ↑  全52回放送
3. ↑  未放送7話含む
4. ↑  未放送2話含む

### 2003年 7月 - 9月
| 開始日 - 終了日              | 作品名                                                              | 制作会社                   | 主放送局・系列 | 話数   |
| ---------------------------- | ------------------------------------------------------------------- | -------------------------- | -------------- | ------ |
| 7月1日 - 9月23日             | HAPPY★LESSON ADVANCE                                                | スタジオ雲雀               | UHF            | 全14話 |
| 7月2日 - 9月24日             | ダイバージェンス・イヴ                                              | RADIX                      | AT-X、UHF      | 全13話 |
| 7月5日 - 8月30日             | 十二国記（第2期）                                                   | ぴえろ                     | NHK-BS2        | 全6話  |
| 7月5日 - 9月27日             | 高橋留美子劇場                                                      | トムス・エンタテインメント | TX             | 全13話 |
| 7月5日 - 12月27日            | D.C. 〜ダ・カーポ〜                                                 | ZEXCS                      | UHF            | 全26話 |
| 7月7日 - 9月29日             | グリーングリーン                                                    | スタジオマトリックス       | UHF            | 全12話 |
| 7月7日 - 9月29日             | なるたる                                                            | プラネット                 | KIDS STATION   | 全13話 |
| 7月11日 - 9月26日            | 住めば都のコスモス荘 すっとこ大戦ドッコイダー                       | ufotable                   | UHF            | 全12話 |
| 7月15日 - 10月14日           | おねがい☆ツインズ                                                   | 童夢                       | WOWOW          | 全13話 |
| 7月17日 - 10月2日            | ぽぽたん                                                            | シャフト                   | BS-i           | 全12話 |
| 7月30日 - 10月22日           | 一騎当千                                                            | J.C.STAFF                  | AT-X           | 全13話 |
| 8月1日（特別番組）           | ルパン三世 お宝返却大作戦!!                                         | トムス・エンタテインメント | NTV            | 全1話  |
| 8月5日（特別番組）           | onちゃん夢パワー大冒険!                                             | 日本アニメーション         | HTB            | 全1話  |
| 8月14日（特別番組）          | まほろまてぃっく夏のTVスペシャル「えっちなのはいけないと思います!」 | GAINAX、シャフト           | BS-i           | 全1話  |
| 8月15日（特別番組）          | 凧になったお母さん                                                  | シンエイ動画               | EX             | 全1話  |
| 8月16日・8月28日（特別番組） | ちっちゃな雪使いシュガー 特別編（前編・後編）                       | J.C.STAFF                  | BS-i           | 全1話  |
| 8月18日 - 8月21日            | まっすぐにいこう。（第1期）                                         | ゆめ太カンパニー           | YTV            | 全4話  |
| 8月25日 - 11月17日           | フルメタル・パニック? ふもっふ                                      | 京都アニメーション         | CX             | 全17話 |
| 9月1日 - 2004年3月1日        | R.O.D -THE TV-                                                      | J.C.STAFF                  | CS             | 全26話 |
| 9月8日 - 9月26日             | ミニモニ。じゃ てーびぃー                                           | 小学館集英社プロダクション | TX             | 全15話 |
| 9月16日 - 2004年4月5日       | 絶体絶命でんぢゃらすじーさん（第1期）                               | スタジオ雲雀               | TX             | 全75話 |
| 9月30日 - 2004年3月1日       | PAPUWA                                                              | 日本アニメーション         | TX             | 全26話 |

1. 1 2  未放送1話含む
2. ↑  全11回放送。未放送話含む。

### 2003年 10月 - 12月
| 開始日 - 終了日           | 作品名                                                    | 制作会社                                       | 主放送局・系列 | 話数   |
| ------------------------- | --------------------------------------------------------- | ---------------------------------------------- | -------------- | ------ |
| 10月1日 - 12月24日        | AVENGER                                                   | ビィートレイン                                 | TXN            | 全13話 |
| 10月1日 - 12月24日        | 神魂合体ゴーダンナー!!                                    | OLM、AIC                                       | AT-X、UHF      | 全13話 |
| 10月1日 - 2004年3月31日   | ミッドナイトホラースクール                                | ミルキーカートゥーン                           | FNS            | 全52話 |
| 10月2日 - 2004年3月25日   | 最遊記RELOAD                                              | ぴえろ                                         | TX             | 全25話 |
| 10月2日 - 2004年3月25日   | 魁!!クロマティ高校                                        | Production I.G                                 | TX             | 全26話 |
| 10月3日 - 12月26日        | 京極夏彦 巷説百物語                                       | トムス・エンタテインメント                     | CBC、RKB、RCC  | 全13話 |
| 10月3日 - 12月26日        | 円盤皇女ワるきゅーレ 十二月の夜想曲                       | ティー・エヌ・ケー                             | UHF            | 全12話 |
| 10月4日 - 2004年3月27日   | カレイドスター 新たなる翼                                 | GONZO DIGIMATION                               | TX             | 全25話 |
| 10月4日 - 2004年1月3日    | 君が望む永遠                                              | スタジオ・ファンタジア                         | UHF            | 全14話 |
| 10月4日 - 2004年4月10日   | 銀河鉄道物語                                              | プラネット                                     | BSフジ         | 全26話 |
| 10月4日 - 12月20日        | 高橋留美子劇場 人魚の森                                   | トムス・エンタテインメント                     | TX             | 全13話 |
| 10月4日 - 2004年10月2日   | 鋼の錬金術師                                              | ボンズ                                         | MBS            | 全51話 |
| 10月4日 - 2004年1月3日    | bpS バトルプログラマーシラセ                              | AIC                                            | UHF            | 全5話  |
| 10月4日 - 12月27日        | 瓶詰妖精                                                  | XEBEC                                          | UHF            | 全13話 |
| 10月4日 - 2004年4月17日   | プラネテス                                                | サンライズ                                     | NHK-BS2        | 全26話 |
| 10月4日 - 12月27日        | ヤミと帽子と本の旅人                                      | スタジオディーン                               | UHF            | 全13話 |
| 10月4日 - 2004年9月25日   | ロックマンエグゼAXESS                                     | XEBEC                                          | TX             | 全51話 |
| 10月5日 - 2004年3月28日   | おもいっきり科学アドベンチャー そーなんだ!                | OLM                                            | TX             | 全26話 |
| 10月5日 - 2004年3月28日   | ポポロクロイス                                            | 東京ムービー                                   | TX             | 全26話 |
| 10月6日 - 2004年3月29日   | お茶犬〜ちょこっとものがたり〜                            | フォーサム                                     | KIDS STATION   | 全26話 |
| 10月6日 - 2004年3月29日   | ガングレイヴ                                              | マッドハウス                                   | TXN            | 全26話 |
| 10月6日 - 2004年4月2日    | さいころボット コンボック                                 | XEBEC                                          | TX             | 全25話 |
| 10月7日 - 2004年9月28日   | F-ZERO ファルコン伝説                                     | 葦プロダクション                               | TX             | 全51話 |
| 10月7日 - 12月30日        | SPACE PIRATE CAPTAIN HERLOCK                              | マッドハウス                                   | NTV            | 全13話 |
| 10月7日 - 2004年3月23日   | PEACE MAKER 鐵                                            | GONZO DIGIMATION                               | EX             | 全24話 |
| 10月7日 - 2004年3月30日   | わがまま☆フェアリー ミルモでポン! ごおるでん              | スタジオ雲雀                                   | TX             | 全24話 |
| 10月8日 - 2004年2月18日   | GUNSLINGER GIRL                                           | マッドハウス                                   | CX             | 全13話 |
| 10月9日 - 12月25日        | 真月譚 月姫                                               | J.C.STAFF                                      | BS-i           | 全12話 |
| 10月11日 - 12月27日       | 藍より青し 〜縁〜                                         | J.C.STAFF                                      | UHF            | 全12話 |
| 10月11日 - 2004年3月20日  | ギルガメッシュ                                            | ジャパンヴィステック、グループ・タック         | KTV            | 全26話 |
| 10月14日 - 2004年4月6日   | まぶらほ                                                  | J.C.STAFF                                      | WOWOW          | 全24話 |
| 10月16日 - 2004年10月28日 | 無人惑星サヴァイヴ                                        | マッドハウス、テレコム・アニメーションフィルム | NHK教育        | 全52話 |
| 11月1日 - 2004年3月27日   | ふたつのスピカ                                            | グループ・タック                               | NHK-BS2        | 全20話 |
| 11月8日 - 2005年10月29日  | ボボボーボ・ボーボボ                                      | 東映アニメーション                             | EX             | 全76話 |
| 11月24日 - 2004年6月9日   | クロノクルセイド                                          | GONZO DIGIMATION                               | CX             | 全24話 |
| 12月21日（特別番組）      | ギャラクシーエンジェル                                    | マッドハウス                                   | TVO            | 全2話  |
| 12月22日（特別番組）      | ブラック・ジャック2時間スペシャル 〜命をめぐる4つの奇跡〜 | 手塚プロダクション                             | YTV            | 全4話  |

1. ↑  全26回放送
2. ↑  未放送2話含む
3. ↑  全14回放送
4. 1 2  全1回放送

## 2004年（平成16年）

### 2004年 1月 - 3月
| 開始日 - 終了日        | 作品名                                        | 制作会社                           | 主放送局・系列 | 話数   |
| ---------------------- | --------------------------------------------- | ---------------------------------- | -------------- | ------ |
| 1月1日 - 2005年1月1日  | 攻殻機動隊 S.A.C. 2nd GIG                     | Production I.G                     | CS             | 全26話 |
| 1月2日 - 3月26日       | みさきクロニクル 〜ダイバージェンス・イヴ〜   | RADIX                              | UHF、AT-X      | 全13話 |
| 1月3日（特別番組）     | ヒカルの碁スペシャル 北斗杯への道             | ぴえろ                             | TX             | 全1話  |
| 1月4日 - 3月28日       | MEZZO -メゾ-                                  | アームス                           | UHF            | 全13話 |
| 1月5日 - 12月27日      | B-伝説! バトルビーダマン                      | 日本アニメディア                   | TX             | 全52話 |
| 1月6日 - 3月30日       | ごくせん                                      | マッドハウス                       | NTV            | 全13話 |
| 1月7日 - 12月29日      | SDガンダムフォース                            | サンライズ                         | TX             | 全52話 |
| 1月7日 - 3月26日       | エリア88                                      | グループ・タック                   | EX             | 全12話 |
| 1月7日 - 3月31日       | 十兵衛ちゃん2 -シベリア柳生の逆襲-            | マッドハウス                       | TX             | 全13話 |
| 1月7日 - 3月31日       | マリア様がみてる（第1期）                     | スタジオディーン                   | TX             | 全13話 |
| 1月8日 - 3月25日       | 超重神グラヴィオンZwei                        | GONZO                              | UHF            | 全12話 |
| 1月8日 - 3月25日       | ゆめりあ                                      | スタジオディーン                   | BS-i           | 全12話 |
| 1月9日 - 12月24日      | トランスフォーマー スーパーリンク             | アクタス                           | TX             | 全52話 |
| 1月10日 - 6月26日      | モンキーターン                                | OLM                                | TX             | 全25話 |
| 1月12日 - 3月1日       | 超変身コス∞プレイヤー                         | IMAGIN、スタジオ・ライブ           | UHF            | 全12話 |
| 1月12日 - 3月29日      | BURN-UP SCRAMBLE                              | AIC                                | UHF            | 全12話 |
| 1月13日 - 3月30日      | 北へ。〜Diamond Dust Drops〜                  | スタジオディーン                   | TVH、AT-X      | 全13話 |
| 1月15日 - 7月1日       | 光と水のダフネ -DAPHNE IN THE BRILLIANT BLUE- | J.C.STAFF                          | JNN、UHF       | 全24話 |
| 2月1日 - 2005年2月6日  | かいけつゾロリ                                | アンバーフィルムワークス、亜細亜堂 | NBN            | 全52話 |
| 2月1日 - 2005年1月30日 | ふたりはプリキュア                            | 東映アニメーション                 | ABC・EXほか    | 全49話 |
| 2月2日 - 5月17日       | 妄想代理人                                    | マッドハウス                       | WOWOW          | 全13話 |
| 2月24日 - 5月25日      | 勇午 〜交渉人〜                               | G&G、アートランド                  | KIDS STATION   | 全13話 |
| 3月8日 - 4月26日       | ヒットをねらえ!                               | IMAGIN、スタジオ・ライブ           | UHF            | 全12話 |
| 3月27日 - 4月1日       | まっすぐにいこう。（第2期）                   | ゆめ太カンパニー                   | YTV            | 全5話  |

1. 1 2  未放送4話含む
2. ↑  未放送1話含む

### 2004年 4月 - 6月
| 開始日 - 終了日         | 作品名                                       | 制作会社                       | 主放送局・系列 | 話数    |
| ----------------------- | -------------------------------------------- | ------------------------------ | -------------- | ------- |
| 4月1日 - 9月23日        | 絢爛舞踏祭 ザ・マーズ・デイブレイク          | ボンズ                         | TX             | 全26話  |
| 4月1日 - 6月17日        | 恋風                                         | A・C・G・T                     | EX             | 全13話  |
| 4月1日 - 6月17日        | この醜くも美しい世界                         | GAINAX、シャフト               | BS-i           | 全12話  |
| 4月1日 - 9月23日        | 最遊記RELOAD GUNLOCK                         | ぴえろ                         | TX             | 全26話  |
| 4月1日 - 9月16日        | 天上天下                                     | マッドハウス                   | EX             | 全24話  |
| 4月2日 - 2006年3月31日  | とっとこハム太郎 はむはむぱらだいちゅ!       | トムス・エンタテインメント     | TX             | 全103話 |
| 4月3日 - 10月9日        | 愛してるぜベイベ★★                           | 東京ムービー                   | ANIMAX         | 全26話  |
| 4月3日 - 2005年2月12日  | 今日から㋮王!（第1期）                       | スタジオディーン               | NHK-BS2        | 全39話  |
| 4月3日 - 2011年4月2日   | ケロロ軍曹                                   | サンライズ                     | TX             | 全358話 |
| 4月3日 - 9月25日        | DAN DOH!!                                    | 東京キッズ                     | TX             | 全26話  |
| 4月3日 - 12月25日       | マーメイドメロディー ぴちぴちピッチ ピュア   | アクタス、シナジージャパン     | TVA            | 全39話  |
| 4月3日 - 6月26日        | 美鳥の日々                                   | ぴえろ                         | UHF            | 全13話  |
| 4月4日 - 2005年3月27日  | 絶体絶命でんぢゃらすじーさん（第2期）        | スタジオ雲雀                   | TX             | 全51話  |
| 4月4日 - 6月27日        | せんせいのお時間 DOKI DOKI SCHOOL HOURS      | J.C.STAFF                      | TXN            | 全20話  |
| 4月4日 - 10月3日        | それいけ! ズッコケ三人組                     | 日本アニメーション             | TX             | 全26話  |
| 4月4日 - 2006年3月26日  | 超ぽじてぃぶ! ファイターズ                   | トランス・アーツ               | TX、TVH        | 全101話 |
| 4月4日 - 6月20日        | 花右京メイド隊 La Verite                     | 童夢                           | UHF            | 全12話  |
| 4月4日 - 6月27日        | 火の鳥                                       | 手塚プロダクション             | BS-hi、NHK総合 | 全13話  |
| 4月4日 - 2005年3月27日  | マシュマロ通信                               | スタジオコメット、Seoul Movie  | TVO            | 全52話  |
| 4月4日 - 2005年3月27日  | レジェンズ 甦る竜王伝説                      | ぎゃろっぷ                     | CX             | 全50話  |
| 4月5日 - 2005年3月28日  | Get Ride! アムドライバー                     | スタジオディーン               | TX             | 全51話  |
| 4月5日 - 6月28日        | 神魂合体ゴーダンナー!! SECOND SEASON         | OLM、AIC ASTA                  | UHF、AT-X      | 全13話  |
| 4月5日 - 9月27日        | MADLAX                                       | ビィートレイン                 | TXN            | 全26話  |
| 4月6日 - 9月14日        | 爆裂天使                                     | GONZO                          | EX             | 全24話  |
| 4月6日 - 9月21日        | 忘却の旋律                                   | J.C.STAFF                      | TBS            | 全24話  |
| 4月6日 - 9月28日        | 陸奥圓明流外伝 修羅の刻                      | スタジオコメット               | TX             | 全26話  |
| 4月6日 - 2005年9月27日  | MONSTER                                      | マッドハウス                   | NTV            | 全74話  |
| 4月6日 - 9月28日        | RAGNAROK THE ANIMATION                       | G&G                            | TX             | 全26話  |
| 4月6日 - 2005年4月5日   | わがまま☆フェアリー ミルモでポン! わんだほう | スタジオ雲雀                   | TX             | 全48話  |
| 4月7日 - 6月30日        | キン肉マンII世 ULTIMATE MUSCLE               | 東映アニメーション             | TX             | 全13話  |
| 4月7日 - 9月29日        | 鉄人28号（リメイク版）                       | パルムスタジオ                 | TXN            | 全26話  |
| 4月9日 - 2005年3月25日  | 魔法少女隊アルス                             | STUDIO 4℃                      | NHK教育        | 全40話  |
| 4月10日 - 6月22日       | GANTZ（第1期）                               | GONZO                          | CX             | 全13話  |
| 4月12日 - 10月31日      | パンダーゼット THE ROBONIMATION              | ビーメディア、シナジージャパン | KIDS STATION   | 全30話  |
| 4月12日 - 7月5日        | ぷぎゅる                                     | クリエーターズ・ドット・コム   | KIDS STATION   | 全13話  |
| 4月16日 - 2006年2月17日 | 頭文字D Fourth Stage                         | A・C・G・T                     | CS             | 全24話  |
| 4月19日 - 2006年3月30日 | デュエル・マスターズ チャージ                | スタジオ雲雀                   | TX             | 全52話  |
| 5月3日 - 6月28日        | LOVE♥LOVE?                                   | IMAGIN、スタジオ・ライブ       | UHF            | 全13話  |
| 5月17日 - 2009年        | ななみちゃん                                 | ROBOT、グループ・タック        | NHK-BS2        | 全92話  |
| 5月19日 - 9月22日       | サムライチャンプルー                         | マングローブ                   | CX             | 全26話  |
| 6月12日 - 12月25日      | SAMURAI 7                                    | GONZO                          | CS             | 全26話  |
| 6月24日 - 12月15日      | KURAU Phantom Memory                         | ボンズ                         | EX             | 全24話  |
| 6月30日 - 9月22日       | Wind -a breath of heart-                     | RADIX                          | AT-X           | 全17話  |
| 6月30日 - 9月22日       | 月は東に日は西に 〜Operation Sanctuary〜     | RADIX                          | AT-X           | 全17話  |

1. ↑  未放送1話含む
2. ↑  未放送7話含む
3. ↑  未放送2話含む
4. 1 2 3  未放送4話含む
5. ↑  未放送9話含む

### 2004年 7月 - 9月
| 開始日 - 終了日         | 作品名                                                 | 制作会社                   | 主放送局・系列 | 話数   |
| ----------------------- | ------------------------------------------------------ | -------------------------- | -------------- | ------ |
| 7月3日 - 12月18日       | モンキーターンV                                        | OLM                        | TX             | 全25話 |
| 7月4日 - 2005年5月15日  | アガサ・クリスティーの名探偵ポワロとマープル           | OLM                        | NHK総合        | 全39話 |
| 7月4日 - 12月26日       | 蒼穹のファフナー Dead Aggressor                        | XEBEC                      | TXN            | 全26話 |
| 7月4日 - 2005年1月9日   | ポストペットモモ便                                     | デジタル・フロンティア     | MBS            | 全24話 |
| 7月4日 - 9月26日        | マリア様がみてる 春                                    | スタジオディーン           | TX             | 全13話 |
| 7月6日 - 2005年3月29日  | お伽草子                                               | Production I.G             | NTV            | 全26話 |
| 7月6日 - 9月27日        | GIRLSブラボー first season                             | AICスピリッツ              | CX             | 全11話 |
| 7月7日 - 9月29日        | ギャラクシーエンジェル（第4期）                        | マッドハウス               | TVO            | 全26話 |
| 7月9日 - 9月24日        | ニニンがシノブ伝                                       | ufotable                   | UHF            | 全24話 |
| 7月10日 - 9月25日       | DearS                                                  | 童夢                       | UHF            | 全13話 |
| 7月25日 - 10月17日      | エルフェンリート                                       | アームス                   | AT-X           | 全14話 |
| 7月30日（特別番組）     | ルパン三世 盗まれたルパン 〜コピーキャットは真夏の蝶〜 | トムス・エンタテインメント | NTV            | 全1話  |
| 7月31日 - 2005年6月25日 | モンキーパンチ漫画活動大写真                           | トムス・エンタテインメント | WOWOW          | 全12話 |
| 8月1日（特別番組）      | アズサ、お手伝いします!                                | トムス・エンタテインメント | ANIMAX         | 全1話  |
| 8月1日 - 12月19日       | スウィート・ヴァレリアン                               | マッドハウス               | MBS            | 全26話 |
| 8月6日 - 11月5日        | 宇宙交響詩メーテル 銀河鉄道999外伝                     | アゼータ・ピクチャーズ     | CS             | 全13話 |
| 8月14日（特別番組）     | 小さい潜水艦に恋をしたでかすぎるクジラの話             | シンエイ動画               | EX             | 全1話  |
| 8月26日 - 11月18日      | GANTZ（第2期）                                         | GONZO                      | AT-X           | 全13話 |
| 9月11日 - 2005年2月26日 | 風人物語                                               | Production I.G             | CS             | 全13話 |
| 9月30日 - 2005年9月29日 | 陰陽大戦記                                             | サンライズ                 | TX             | 全52話 |
| 9月30日 - 2005年9月29日 | 冒険王ビィト                                           | 東映アニメーション         | TX             | 全52話 |
| 9月30日 - 2005年3月31日 | 舞-HiME                                                | サンライズ                 | TXN            | 全26話 |

1. ↑  全13回放送
2. ↑  全12回放送
3. 1 2  未放送1話含む
4. ↑  未放送8話含む

### 2004年 10月 - 12月
| 開始日 - 終了日          | 作品名                           | 制作会社                                           | 主放送局・系列     | 話数    |
| ------------------------ | -------------------------------- | -------------------------------------------------- | ------------------ | ------- |
| 10月1日 - 12月17日       | 神無月の巫女                     | ティー・エヌ・ケー                                 | UHF                | 全12話  |
| 10月1日 - 12月24日       | 魔法少女リリカルなのは           | セブン・アークス                                   | UHF                | 全13話  |
| 10月2日 - 12月25日       | アークエとガッチンポー           | スプリングハウス・エンタテインメント               | TX                 | 全13話  |
| 10月2日 - 12月18日       | うた∽かた                        | ハルフィルムメーカー                               | UHF                | 全13話  |
| 10月2日 - 12月26日       | W〜ウィッシュ〜                  | トライネットエンタテインメント、ピクチャーマジック | UHF                | 全13話  |
| 10月2日 - 12月25日       | ToHeart 〜Remember my memories〜 | OLM、AIC ASTA                                      | AT-X               | 全13話  |
| 10月2日 - 2005年9月24日  | ビューティフル ジョー            | グループ・タック                                   | TX                 | 全51話  |
| 10月2日 - 12月25日       | Φなる・あぷろーち                | トライネットエンタテインメント、ZEXCS              | UHF                | 全13話  |
| 10月2日 - 2005年9月24日  | ロックマンエグゼStream           | XEBEC                                              | TX                 | 全51話  |
| 10月3日 - 2005年4月3日   | ゾイドフューザーズ               | 東京キッズ                                         | TX                 | 全26話  |
| 10月4日 - 2005年4月4日   | カッパの飼い方                   | ピクチャーマジック                                 | ANIMAX             | 全26話  |
| 10月4日 - 12月20日       | サムライガン                     | エッグ                                             | EX                 | 全12話  |
| 10月4日 - 2005年3月28日  | 砂ぼうず                         | GONZO                                              | CBC、HBC、TBC、RKB | 全24話  |
| 10月4日 - 2005年3月28日  | 月詠 -MOON PHASE-                | シャフト                                           | TXN                | 全26話  |
| 10月4日 - 2005年3月28日  | ファンタジックチルドレン         | 日本アニメーション                                 | TXN                | 全26話  |
| 10月4日 - 12月27日       | 流星戦隊ムスメット               | ティー・エヌ・ケー                                 | UHF                | 全13話  |
| 10月5日 - 2005年3月29日  | 巌窟王                           | GONZO                                              | EX                 | 全24話  |
| 10月5日 - 2005年3月29日  | スクールランブル                 | スタジオコメット                                   | TX                 | 全26話  |
| 10月5日 - 2005年3月29日  | tactics                          | スタジオディーン                                   | TX                 | 全25話  |
| 10月5日 - 2005年3月29日  | 遙かなる時空の中で 〜八葉抄〜    | ゆめ太カンパニー                                   | TXN                | 全26話  |
| 10月5日 - 2012年3月27日  | BLEACH                           | ぴえろ                                             | TX                 | 全366話 |
| 10月6日 - 12月29日       | 双恋                             | テレコム・アニメーションフィルム                   | TXN                | 全13話  |
| 10月6日 - 2005年3月30日  | BECK                             | マッドハウス                                       | TXN                | 全26話  |
| 10月6日 - 2008年3月26日  | 遊☆戯☆王デュエルモンスターズGX   | ぎゃろっぷ                                         | TX                 | 全180話 |
| 10月6日 - 12月13日       | リングにかけろ1                  | 東映アニメーション                                 | EX                 | 全12話  |
| 10月7日 - 12月30日       | 下級生2 〜瞳の中の少女たち〜     | アームス                                           | UHF                | 全13話  |
| 10月7日 - 2005年3月31日  | ジパング                         | スタジオディーン                                   | TBS                | 全26話  |
| 10月7日 - 12月23日       | ローゼンメイデン（第1作）        | ノーマッド                                         | TBS                | 全12話  |
| 10月9日 - 2005年10月1日  | 機動戦士ガンダムSEED DESTINY     | サンライズ                                         | MBS                | 全50話  |
| 10月11日 - 2006年3月6日  | ブラック・ジャック               | 手塚プロダクション                                 | YTV                | 全63話  |
| 10月12日 - 2006年3月14日 | 焼きたて!!ジャぱん               | サンライズ                                         | TX                 | 全69話  |
| 10月14日 - 2005年1月13日 | グレネーダー 〜ほほえみの閃士〜  | スタジオ・ライブ、グループ・タック                 | WOWOW              | 全12話  |
| 10月15日 - 12月31日      | げんしけん                       | パルムスタジオ                                     | KIDS STATION       | 全12話  |
| 10月27日 - 2005年1月     | Legend of DUO                    | RADIX                                              | UHF、AT-X          | 全12話  |
| 10月30日 - 2005年5月14日 | 学園アリス                       | グループ・タック                                   | NHK-BS2            | 全26話  |
| 11月4日 - 2005年2月3日   | 吟遊黙示録マイネリーベ           | ビィートレイン                                     | ANIMAX             | 全13話  |
| 11月13日 - 2005年5月21日 | メジャー（第1期）                | スタジオ雲雀                                       | NHK教育            | 全26話  |

1. 1 2  未放送1話含む
2. ↑  2006年7月17日に放送された2話含む